# Troy Benson
Troy Robert Benson (* 8. Juni 1970 in Minneapolis) ist ein ehemaliger US-amerikanischer Freestyle-Skier. Er startete in den Buckelpisten-Disziplinen Moguls und Dual Moguls.

## Werdegang
Benson startete im Januar 1992 in Breckenridge erstmals im Weltcup. Dort sprang er auf den 35. Platz im Moguls und errang in der Saison 1992/93 in Lake Placid mit dem siebten Platz im Moguls sowie mit dem achten Platz im Moguls in Lillehammer seine ersten Top-Zehn-Platzierungen im Weltcup. In der Saison 1993/94 kam er fünfmal unter die ersten Zehn und erreichte jeweils mit dem dritten Platz im Moguls in Kirchberg und Meiringen-Hasliberg seine ersten Podestplatzierungen im Weltcup. Er belegte damit den 31. Platz im Gesamtweltcup sowie den zehnten Rang im Gesamtweltcup und wurde zudem bei den Olympischen Winterspielen 1994 in Lillehammer Achter im Moguls-Wettbewerb. In der folgenden Saison errang er mit zwei Top-Zehn-Platzierungen den 14. Platz im Moguls-Weltcup und verpasste bei den Weltmeisterschaften 1995 in La Clusaz als Vierter im Moguls nur knapp eine Medaille. Nach den Plätzen 21 sowie 33 in Tignes zu Beginn der Saison 1995/96, holte er im Moguls in La Plagne seinen einzigen Weltcupsieg. Es folgte ein dritter Platz im Moguls in Lake Placid sowie ein zweiter Rang im Moguls in La Clusaz und er erreichte damit zum Saisonende den 31. Platz im Gesamtweltcup sowie erneut den zehnten Rang im Moguls-Weltcup. In der Saison 1996/97 belegte er mit zwei Top-Zehn-Ergebnissen den 14. Platz im Moguls-Weltcup und nahm in der Saison 1997/98 in Breckenridge letztmals am Weltcup teil, wobei er den 15. Platz im Moguls errang. Nach seiner sportlichen Karriere gründete er ein Bauunternehmen und war ebenfalls als Immobilienmakler tätig.

## Erfolge

### Olympische Spiele
- 1994 Lillehammer: 8. Platz Moguls

### Weltmeisterschaften
- 1995 La Clusaz: 4. Platz Moguls

### Weltcupsiege
Benson nahm an 65 Weltcups teil und erreichte 17 Top-Zehn-Platzierungen sowie fünf Podestplatzierungen.
| Datum             | Ort       | Land       | Disziplin |
| ----------------- | --------- | ---------- | --------- |
| 16. Dezember 1995 | La Plagne | Frankreich | Moguls    |

### Weltcup-Gesamtplatzierungen
| Saison  | Gesamt | Gesamt | Moguls | Moguls | Dual Moguls | Dual Moguls |
| Saison  | Punkte | Platz  | Punkte | Platz  | Punkte      | Platz       |
| ------- | ------ | ------ | ------ | ------ | ----------- | ----------- |
| 1991/92 | 3      | 95.    | 23     | 38.    | –           | –           |
| 1992/93 | 22     | 80.    | 196    | 28.    | –           | –           |
| 1993/94 | 55     | 38.    | 440    | 10.    | –           | –           |
| 1994/95 | 49     | 45.    | 344    | 14.    | –           | –           |
| 1995/96 | 66     | 31.    | 528    | 10.    | 44          | 24.         |
| 1996/97 | 50     | 43.    | 252    | 14.    | 52          | 29.         |
| 1997/98 | 23     | 77.    | 116    | 33.    | -           | -           |